# Jennell Jaquays
Jennell Jaquays (nascida Paul Jaquays; 14 de outubro de 1956 – 10 de janeiro de 2024) foi uma ilustradora estadunidense, notória por seus trabalhos em jogos de RPG e jogos eletrônicos.

## Jogos eletrônicos
| Título                            | Lançamento              | Sistema                                                                                            | Participação                                 |
| --------------------------------- | ----------------------- | -------------------------------------------------------------------------------------------------- | -------------------------------------------- |
| Donkey Kong                       | Julho de 1982           | ColecoVision                                                                                       | Project leader, design & graphics conversion |
| Omega Race                        | 1983                    | ColecoVision                                                                                       | Project leader, design & conversion          |
| WarGames                          | 1984                    | ColecoVision                                                                                       | Project leader, gameplay co-designer         |
| 4x4 Off-Road Racing               | 1988                    | Amstrad CPC, Atari ST, Amiga, DOS, Commodore 64, MSX, ZX Spectrum                                  | Game design                                  |
| The Bard's Tale IV                | 1991-92                 | (unpublished)                                                                                      | Rewrite & integration                        |
| Quake 2                           | 9 de Dezembro de 1997   | Amiga (68k), AmigaOS 4 (PowerPC), Nintendo 64, Macintosh, BeOS, Linux, Windows, PlayStation, Zeebo | Designer & level designer                    |
| Quake III Arena                   | 2 Dezembro de 1999      | Linux, Microsoft Windows, IRIX, Mac OS, Dreamcast, PlayStation 2, Xbox Live Arcade                 | Designer & level designer                    |
| Quake III: Team Arena             | Dezembro 2000           | | Designer & level designer                    |
| Age of Empires III                | 18 de outubro de 2005   | Microsoft Windows, Mac OS X, Windows Mobile, N-Gage                                                | Artist                                       |
| Age of Empires III: The WarChiefs | 7 de março de 2006      | Windows, Mac OS X                                                                                  | Artist                                       |
| Halo Wars                         | 26 de fevereiro de 2009 | Xbox 360                                                                                           | Artist & level designer                      |